# Гайнсарайн, Энрике
Энрике Амбросио Гайнсарайн (исп. Enrique Ambrosio Gainzarain; 7 декабря 1904 — 18 июля 1972) — аргентинский футболист, нападающий. На олимпиаде 1928 года в Амстердаме завоевал серебро в составе аргентинской команды по футболу.

## Биография
Гайнсарайн начал свою карьеру в молодёжном составе «Ривер Плейта», в основе которого он дебютировал в 1920 году и сразу же стал чемпионом Аргентины (под эгидой AAm). В «Ривере» Гайнсарайн выступал до 1926 года, после чего перешёл в «Феррокарриль Оэсте». В том году чемпионат страны проводился под эгидой двух организаций и футболисты могли выступать в обоих этих турнирах. Во втором из них он играл за «Боку Алумни», после чего вернулся в «Ферро». За «железнодорожников» за 6 лет Гайнсарайн забил 49 голов.
В 1931 году, с введением профессионализма, Энрике дебютировал в Примере уже на профессиональном уровне и в первом же сезоне в 37 играх отметился 15-ю забитыми мячами. Последний год в качестве игрока Гайнсарайн провёл в «Химнасии» из Ла-Платы, дебютировав в классико против «Эстудиантеса».
В 1928 году Гайнсарайн сыграл в первом финальном матче Олимпийских игр против сборной Уругвая (1:1). В переигровке он участия не принимал, но в итоге стал серебряным призёром Олимпийских игр, которые одновременно носили статус чемпионата мира среди любителей.

## Титулы
- Чемпион Аргентины (1): 1920 (AAm)
- 2-е место на Олимпийских играх 1928 года (1): 1928